# Cittura sanghirensis
Cittura sanghirensis (альціон сангезький) — вид сиворакшоподібних птахів родини рибалочкових (Alcedinidae). Ендемік Індонезії. Раніше вважався підвидом сулавеського альціона.

## Поширення і екологія
Сангезькі альціони мешкають на островах Сангіхе і Сіау. Вони живуть у вологих і сухих рівнинних тропічних лісах, на полях і плантаціях. Зустрічаються на висоті до 1000 м над рівнем моря. Живляться комахами, на яких чатують серед рослинності.